# Río Ajajú
Río Ajajú är ett vattendrag i Colombia.   Det ligger i departementet Guaviare, i den centrala delen av landet, 400 km söder om huvudstaden Bogotá.